# Opisthoxia omphale
Opisthoxia omphale là một loài bướm đêm trong họ Geometridae.